# Arkansas Razorbacks (honkbal)

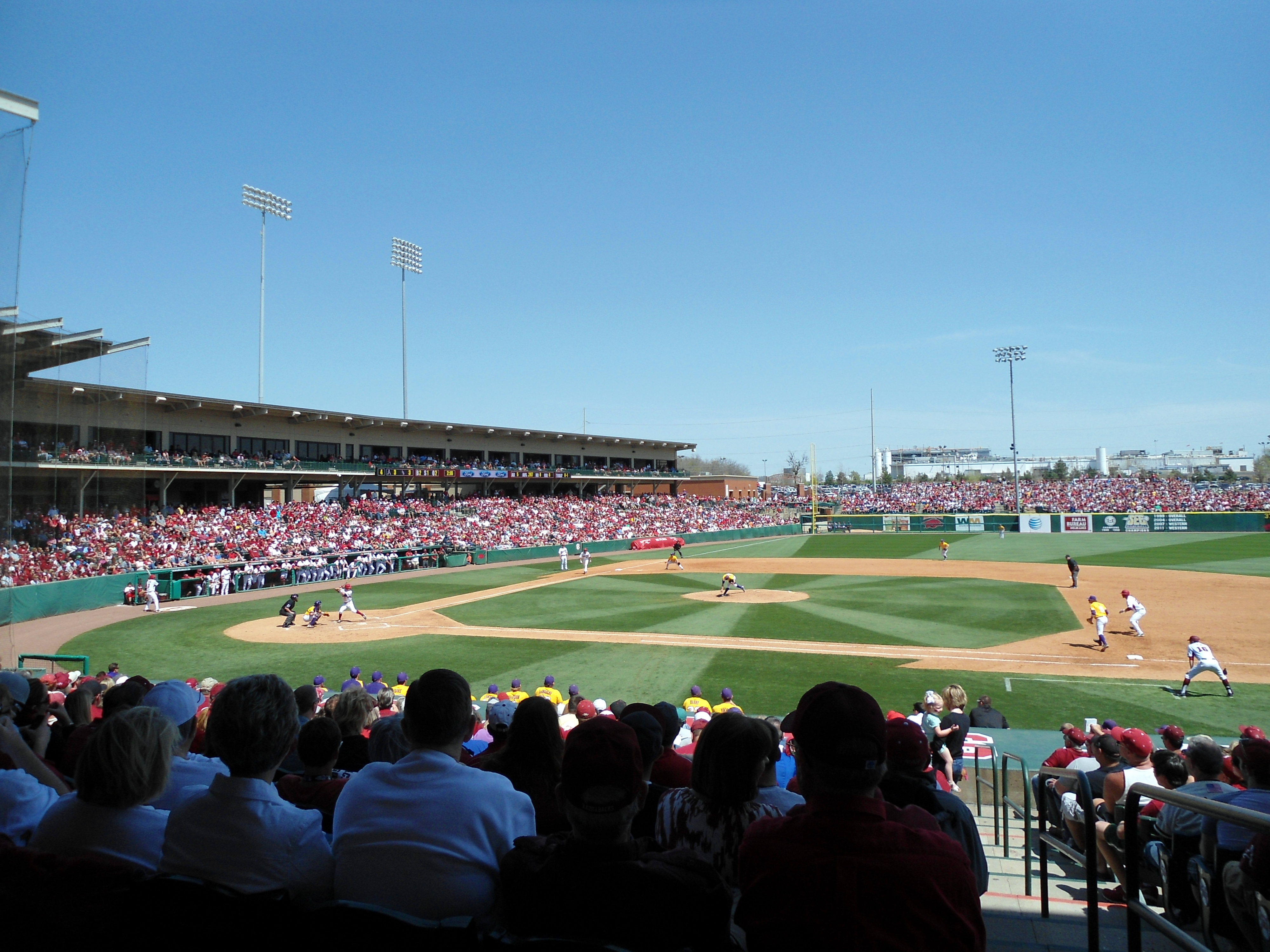
Arkansas tegen LSU in 2013

Het Arkansas Razorbacks honkbalteam vertegenwoordigt de Universiteit van Arkansas in NCAA Division I college honkbal. Het team speelt in divisie west van de Southeastern Conference. De huidige coach is Dave Van Horn.
De Razorbacks hebben elf keer de College World Series bereikt, maar hebben deze nog nooit weten te winnen. In 1979 en 2018 verloren de Razorbacks in de finaleronde.

## Geschiedenis
In 1897 speelde er voor het eerst een honkbalteam namens de Universiteit van Arkansas. Sindsdien werd er in de seizoenen 1901-1903, 1905, 1908-1916, 1919-1920, 1922-1929 en van 1947 tot heden gespeeld. In 2022 speelde het honkbalteam haar honderdste seizoen.

### Dave Van Horn
Sinds 2003 is Dave van Horn de coach van de Razorbacks. Onder zijn leiding zijn de Razorbacks erg succesvol: sinds 2002 waren de Razorbacks er slechts één keer (in 2016) niet bij in het NCAA Tournament - de eerste ronde na het reguliere seizoen, waarin wordt gespeeld om kwalificatie voor de College World Series. Zeven keer bereikten ze in deze periode de CWS.

## Stadion
De Razorbacks spelen hun wedstrijden in het Baum-Walker Stadium, op George Cole Field. Het stadion heeft een capaciteit van 10.737. Op 26 april 2014, in een wedstrijd tegen Auburn, werd een record gevestigd voor meeste toeschouwers in Baum-Walker Stadium, met 11.742 toeschouwers.